# وی۴۲۰ ارابه‌ران

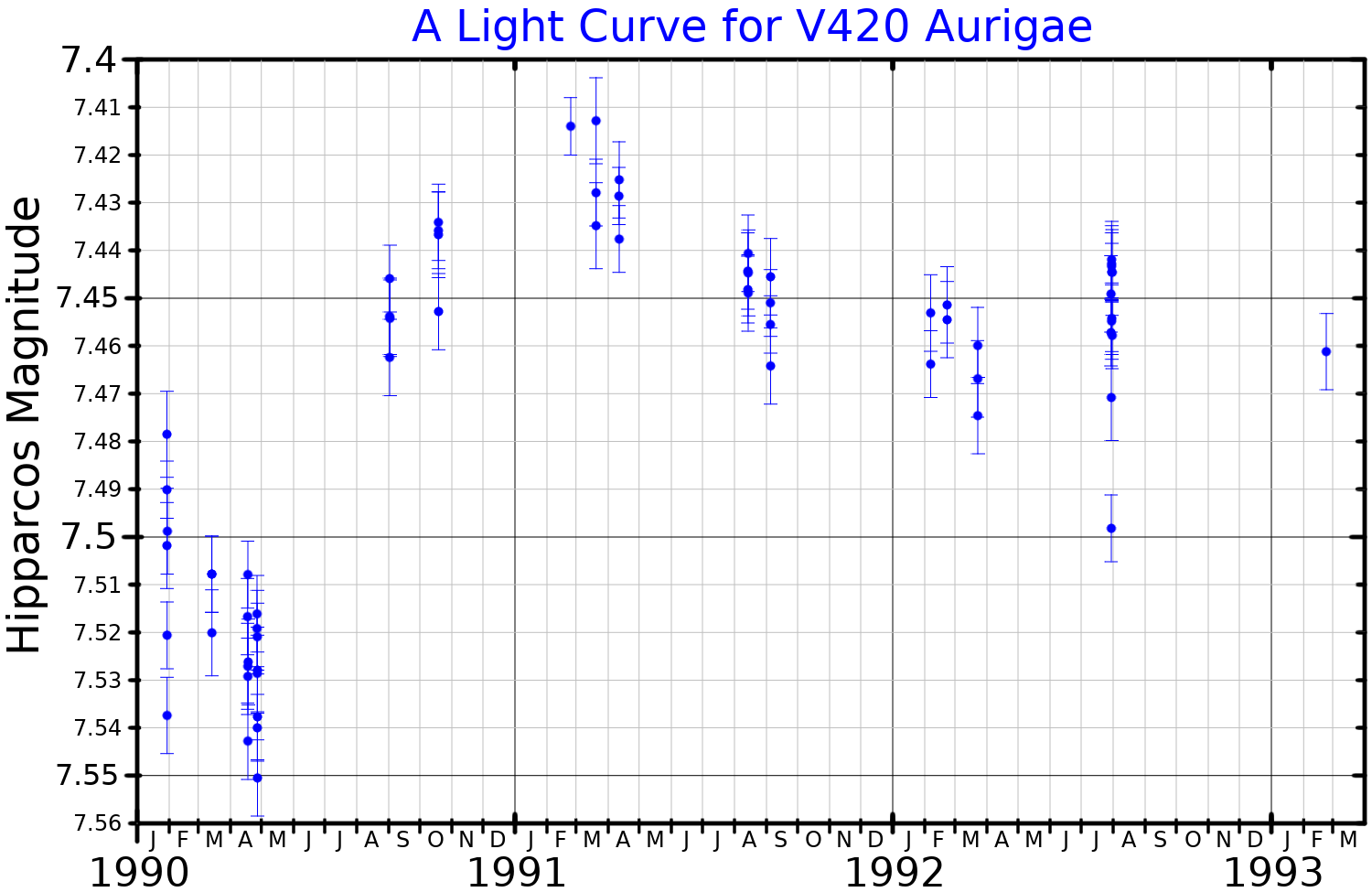
منحنی نور برای V420 Aurigae که از داده های Hipparcos ترسیم شده است.

وی۴۲۰ ارابه‌ران یک ستاره است که در صورت فلکی ارابه‌ران قرار دارد.